# Helictophanes flava
Helictophanes flava is een vlinder uit de familie van de bladrollers (Tortricidae). De wetenschappelijke naam van de soort is voor het eerst geldig gepubliceerd in 2014 door Sopita Muadsub & Nantasak Pinkaew.

## Type
- holotype: "male. 12.X.2012. leg. N. Pinkaew. genitalia slide NP2016"
- instituut: BMNH, Londen, Engeland
- typelocatie: "Thailand, Trat Prov., Trat Agroforestry R.St., 12°23'43"N, 102°40'32"E, ca. 30 m"